# Йозеф Фредерікс II
Йозеф Фредерікс II (*д/н — 20 жовтня 1893) — вождь клану бетані-орлам (з племені орлам-нама) в 1880—1893 роках.

## Життєпис
Син Яна Фредерікса. Народився до 1846 року, коли помер його батько. Отримав ім'я Хоребеб-Л'Найксаб. Мати вийшла за Давида Хрістіана Фредерікса, брата померлого. Разом з останнім Йозеф брав участь у війнах проти гереро. Після загибелі Давида Хрістіана 1880 року у битві біля Очиканго стає новим вождем.
1883 року уклав угоду з німецьким торговцем тютюну Адольфом Людерицом угоду стосовно продажи ділянку узбережжя 40 миль вдовж берега і 20 миль вглиб площею приблизно 2600 км², на якій мали влаштувати торговельну факторію. За це Йозеф Фредерікс II отримав від німців 100 фунтів стерлінгів золотом і 250 гвинтівок. Однак після складення угоди продавцю пояснили, що малися на увазі не англійські (1,8 км), а, зрозуміло, прусські милі, які дорівнюють 7,5 км, і, таким чином, придбана ділянка мала розмір 300 на 150 км і площу 45 000 км². Ця комбінація увійшла до історії під назвою «шахрайство з милями». 25 серпня того ж року Йозеф Фредерікс продав Людерицу ділянку землі завширшки 140 км між річкою Оранжевою та Ангра Пекеною за 500 фунтів стерлінгів золотом і 60 гвинтівок.
Коли Фредерікс нарешті дізнався про розмір землі, яку він продав, він поскаржився німецькому імператорському уряду, але генеральний консул Густав Нахтігаль помер під час свого зворотного рейсу, і скарга так і не була доставлена.
1884 року на викуплених землях започатковано німецьку колонію. 28 жовтня того ж року Йозеф Фредерікс II уклав угоду про визнання протекторату Німеччини. З цього часу допомагав розбудові Колоніального товариства. Помер 1893 року. Новим вождем став його родич Пауль Фредерікс, відтіснивши сина Корнеліуса.